# 羅田県
羅田県（らでん-けん）は中華人民共和国湖北省黄岡市に位置する県。大別山脈の主峰「天堂寨」（海抜1729.13m）があり、長江と淮河の分水嶺となっていることから、古くから戦略上の要地とされた。栗が名産。

## 地理
羅田県は湖北省東部、大別山脈南麓に位置し、東は英山県、南は浠水県、西は団風県及び麻城市、北は安徽省金寨県と接している。

## 歴史
523年（普通4年）、南朝梁により設置され、県治は現在の石橋鋪付近の魁山とされた。621年（武徳4年）、唐朝は羅田県を廃止し蘭渓県に編入したが、1093年（元祐8年）、宋朝により再設置された。
1234年（端平元年）、モンゴルが羅田県を占拠、県治は鷹山寨（現在の英山県）に遷されている。その後は戦乱により県域は荒廃、1237年（嘉熙元年）には廃止されたが、1275年（徳祐元年）に石橋鋪に再度羅田県が設置された。

## 行政区画
- 鎮：鳳山鎮、駱駝坳鎮、大河岸鎮、九資河鎮、勝利鎮、河鋪鎮、三里畈鎮、匡河鎮、白廟河鎮、大崎鎮
- 郷：白蓮河郷、平湖郷